# Персонажі серіалу «Числа»
У серіалі «Числа» (стиліз.«4исла») героями серіалу є агенти ФБР, вчені вигаданого Каліфорнійського інституту (КалТех) та сім’я Еппсів. 

## Сім’я Еппсів

### Чарлі Еппс
Чарлі Еппс (Девід Крамхолц) — математичний геній, професор КалТеху — вигаданого Каліфорнійського наукового інституту (California Institute of Science, CalSci), консультує ФБР, АНБ, має доступ до даних Центру контролю та профілактики захворювань США (CDC). З математичними задачами іноді звертається до Аміти Раманаджян та Ларі Флейнхарта, які не лише допомагають з розрахунками, а й наштовхують на ідеї. На початку серіалу - науковий консультант Аміти Раманаджан, а згодом - її чоловік. У три роки Чарлі міг усно перемножувати чотиризначні числа, а в чотирирічному віці батьки мали найняти для нього спеціальних викладачів. Закінчивши школу одночасно зі старшим братом, 13-річним хлопцем вступає до Принстонського університету. В університеті вивчає квантову фізику у професора Флейнхарта, який згодом стає найкращим другом Чарлі. У 14 років Чарлі опубліковує свою першу роботу в American Journal of Mathematics, присвячену конвергенції Еппса. Робота над конвергенцією була закінчена в 16-річному віці і принесла Чарлі науковий ступінь та зробила відомим у своїй галузі. Працюючи на ФБР, отримує задоволення, проте іноді вважає, що ця робота відволікає від важливих досліджень та розробок. Під впливом емоцій та думок починає розробляти когнітивну теорію емерджентності («математику мозку"). Професор Еппс має кілька наукових ступенів, лауреат премії Мілтона та медалі Філдса, має багато наукових розробок. Проводить лекції в інтерактивному форматі, ілюструючи експерименти, теорії та математичні формули. Основна ціль в житті Чарлі - зрозуміти, як влаштований світ, і це прагнення лежить в основі більшості його вчинків. Чарлі дуже чутливий і все сприймає близько до серця. Впертий за вдачею, обсесивний. Дещо неорганізований, швидко говорить, любить довгі пояснення та наводить аналогії з інтуїтивно зрозумілими припущеннями і побутовими прикладами. Має надзвичайну здатність до концентрації уваги під час роботи. Вирішуючи задачі, розписує безліч дощок. Коли задача не знаходить рішення - стає дратівливим. Використовує рішення складних математичних задач, як копінг-стратегію, захисний механізм, тікаючи від зовнішніх проблем у світ чисел. Добре грає в шахи, покер. Ерудований в галузі теоретичної фізики, біології. Допомагає Ларрі в розробці багатовимірної супергравітаційної теорії, гравітаційних хвиль. Погано знає англійську (особливо орфографію). Чарлі дуже раціональний, скептично ставиться до існування НЛО, надприродних здібностей, нумерології та гіматрії, та інших псевдонаук. Проте відкритий до дискусій щодо віри та релігії.

### Дон Еппс
Дон Еппс (Роб Морроу) — провідний агент відділу розслідувань насильницьких злочинів ФБР, старший брат Чарлі, керівник групи. Хороший лідер та стратег, хоча має проблеми з розумінням ходу мислення злочинців. Для розслідування складного злочину залучає молодшого брата. 
Дон принциповий, відданий роботі, яка не залишає часу на суспільне життя. Робота для Дона надважлива, і заради неї він жертвує особистим життям. Проте важливішою за роботу для нього є власна родина: батько та брат. Має власну квартиру, але більшість часу проводить у батьківському будинку.
У дитинстві улюбленою іграшкою був іграшковий пістолет. Виховувався в єврейській родині, вміє грати на фортепіано, закінчив школу в один день з молодшим братом. У коледжі навчався на бейсбольну стипендію, згодом грав за команду "Стоктон Рейнджерс"(вигадана) у малій бейсбольній лізі та був ефективний як універсальний гравець. Зрозумівши, що без вживання стероїдів не стане найкращим і не гратиме у Вищій лізі, покинув команду та вступив до Академії ФБР. 
Після закінчення Академії працював у розшуку втікачів з Біллі Купером та Пітом Фокс. Викладав в Академії ФБР, а після - працював у місцевому відділку в Альбукерке, Нью-Мексико. До Лос-Анджелесу Дон повернувся дізнавшись, що його мати хвора на рак. 
З народженням Чарлі батьки приділяли Дону менше часу, і він й понині живе з відчуттями, наче в тіні брата. Часом переживає муки совісті через залучення Чарльза до роботи, яка заважає робити інші значні речі. Насправді Дон пишається братом, проте іноді сумнівається у правильності математичних рішень. 
Дон не любить обговорювати своє особисте життя, і йому важко створювати тривалі стосунки. В Академії навчався та зустрічався з Террі Лейк. В Альбукерке мав романтичні стосунки та ледве не одружився з Кім Холл (Сара Вейн Келліс). Під час роботи в Лос-Анджелесі зустрічався з Ліз Ворнер. Крім того, мав неуспішні, а згодом і триваліші стосунки з прокуроркою Робін Брукс.
У п’ятому сезоні Дон вивчає іудаїзм. Після серйозного поранення розуміє, що робота втратила для нього свою важливість. Коли відчуває нестачу адреналіну від роботи, та з приходом кризи середнього віку, купує мотоцикл. 
У фіналі шостого сезону робить пропозицію Робін.

### Алан Еппс
Алан Еппс (Джадд Хірш) — батько Дона і Чарлі, вдівець, живе у старому двоповерховому будинку, мебльованому в стилі руху мистецтв та ремесел Вікторіанської епохи. Колишній містобудівельник, спеціаліст з міського планування. Архітектор за освітою. Має активну громадянську позицію. Під час війни у В’єтнамі був двічі арештований за проведення акції протесту. 

## Вчені
- Ларрі Флейнхард (Пітер Макнікол) — фізик-теоретик та космолог, колишній викладач Чарлі, а нині — його найкращий друг, що допомагає консультувати ФБР. Схильний до метафізичних роздумів та космічних метафор.
- Аміта Раманаджан (Наві Рават) — аспірантка-математик КалТеха, згодом - викладачка, спеціалістка з комбінаторики, консультант ФБР. На початку серіалу - асистент Чарлі. У другому сезоні - подруга Чарлі, а згодом його дружина. Спершу писала наукову роботу для отримання наукового ступеня під керівництвом Чарлі Еппса. Вирішила отримати другий ступінь з астрофізики. Персонаж названий на честь індійського математика Срініваса Рамануджана.

## Агенти ФБР
- Меган Рівз (Дайан Фарр) — співробітниця ФБР, психологиня, спеціалістка з поведінкового аналізу. Має романтичні стосунки з Ларрі Флейнхардом. Покинула службу в ФБР, щоб консультувати ув’язнених жінок та закінчити докторську роботу з психології.
- Девід Сінклер (Алімі Беллард) — агент ФБР.
- Колбі Грейнджер (Ділан Бруно) — агент ФБР, що брав участь у війні в Ірані. Подвійний агент.
- Ліз Ворнер (Ая Суміка) — агентка ФБР, раніше працювала у відділі з контролю наркоторгівлі. У Квантіко, Вірджинія, вивчала тактичну підготовку під керівництвом Дона Еппса. Мала стосунки з Доном Еппсом.
- (Ян) Аєн Еджертон (Лу Даймонд Філліпс) — агент ФБР, снайпер, слідопит.
- Ніккі Бетенкорт (Софіна Браун) — агентка ФБР, має юридичний ступінь[6]. Чотири роки працювала в поліції Лос-Анджелеса.
- Террі Лейк (Сабріна Ллойд) — агентка ФБР, розлучена. Під час навчання в Академії ФБР зустрічалась з Доном Еппсом. Пішла в кінці першого сезону.
- Робін Брукс (Мішель Нолден) — прокурорка, мала короткий роман з Доном Еппсом на початку серіалу та у кінці 4 сезону.

## Інші пересонажі
- Рой Макгілл (Джош Гад)

Частина другорядних персонажів названі на честь відомих математиків.